# Christmas Lights
《Christmas Lights》是英國另類搖滾樂團酷玩樂團的一張單曲。在2010年12月1日發行，以數碼下載的形式發售。這首歌曲也一度被認為將是他們新專輯彩繪人生內的歌曲。